# Richard Sennett
Richard Sennett (Chicago, 1 de janeiro de 1943) é um sociólogo e historiador norte-americano, professor da London School of Economics, do Massachusetts Institute of Technology e da New York University. É também romancista e músico. Casado com a socióloga Saskia Sassen, sua obra mais conhecida é O declínio do homem público.

## Biografia
Richard Sennett cresceu em um bairro pobre de Chicago, filho de imigrantes russos. De 1956 a 1962, estudou musicologia e violoncelo na prestigiosa Juilliard School de Nova York. Uma lesão na sua mão esquerda, entretanto, determinou o fim de sua carreira musical.
Graduado em sociologia (1964) pela Universidade de Chicago, obteve seu Ph.D. (doutoramento)em Harvard, em 1969. Naquele mesmo ano, iniciou seus estudos de história.
Professor e pesquisador de Yale de 1967 a 1968, em seguida torna-se diretor de um programa de estudos sobre a família urbana no Cambridge Institute, um centro de pesquisa sociológica fundado por ele, em  Cambridge.
Desde 1973, Sennett ensina história e sociologia na New York University, onde fundou em 1975 o New York Institute for the Humanities, que dirigiu até 1984. Desde 1988, é  professor de teoria social e teoria cultural e coordenador acadêmico da London School of Economics e, desde 1998, diretor do Cities Programme.
De 1988 a 1993, esteve à frente da Comissão de Estudos Urbanos da UNESCO e, desde 1996, dirige Council on Work. É consultor da UNESCO na área de planejamento urbano.
Foi membro do Center for Advanced Study in the Behavioral Sciences ("Centro de estudos avançados de ciências comportamentais") e é membro da American Academy in Rome, da American Academy of Arts and Sciences, do Chicago Institute for Architecture and Urbanisme e da Royal Society of Literature.

## Trajetória intelectual
Levado à sociologia por Hannah Arendt, Sennett também reconhece a influência de Michel Foucault e Raymmond Williams sobre seu trabalho. A princípio interessado na vida dos trabalhadores em meio urbano, aborda questões ligadas à arquitetura.
Posteriormente amplia seu campo de estudos,  analisando a corrosão do caráter induzida pela instabilidade profissional sob o capitalismo flexível. Baseia-se em relatos de vida, nomeadamente de trabalhadores 'condenados' à mobilidade laboral, que não lhes possibilita o estabelecimento de vínculos duráveis no trabalho. Através do estudo da cidade moderna, interessa-se por questões ligadas à sociabilidade e ao trabalho, e particularmente,  pela figura do exilado, cuja origem e formação não podem ser compreendidas pelos outros.
Seus principais interesses estão na área de desenvolvimento social e arquitetural de cidades, mudanças no mundo do trabalho e sociologia da cultura.

## Prêmios
Em 1999 recebeu,  o prêmio "Friedrich Ebert" de sociologia e o European Amalfi Prize for Sociology and Social Sciences, entre outros prêmios.
Em 2006 foi distinguido com o prêmio Hegel, conferido pela cidade de Stuttgart.